# Xintian, Anhui
Xintian är en köping i östra Kina. Den ligger i stadsdistriktet Xuanzhou i staden Xuancheng i provinsen Anhui, omkring 190 kilometer sydost om provinshuvudstaden Hefei. Antalet invånare är 13 475. Befolkningen består av 6 686 kvinnor och 6 789 män. Barn under 15 år utgör 15,0 %, vuxna 15-64 år 68 %, och äldre över 65 år 16,0 %.